# Rohstorf
Rohstorf ist ein Ortsteil der Gemeinde Vastorf im Landkreis Lüneburg, Niedersachsen. Der Ort ist vor allem für seine prähistorischen Großsteingräber bekannt, die aus der Jungsteinzeit stammen und der Trichterbecherkultur zugeordnet werden.

## Geographie
Rohstorf liegt in der Norddeutschen Tiefebene, einer weitläufigen und flachen Region, die für ihre ausgedehnten Heideflächen und Wälder bekannt ist. Die Landschaft um Rohstorf ist geprägt durch landwirtschaftlich genutzte Flächen, die von kleinen Waldgebieten und Heidelandschaften unterbrochen werden. Diese natürliche Beschaffenheit bietet eine typische norddeutsche Landschaft, die sowohl für landwirtschaftliche Nutzung als auch für Naturschutz und Erholungszwecke geeignet ist.
Obwohl Flüsse oder größere Gewässer nahe Rohstorf nicht vorhanden sind, ist die Region Teil des Elbe-Weser-Dreiecks. Wasserwege und kleinere Bäche könnten in der näheren Umgebung vorhanden sein, die in größere Flusssysteme münden und für die Entwässerung der landwirtschaftlichen Flächen sorgen.
Die klimatischen Bedingungen in Rohstorf sind typisch für Norddeutschland, mit gemäßigtem Klima. Die Region erlebt mäßig warme Sommer und kühle Winter. Niederschläge sind relativ gleichmäßig über das Jahr verteilt, wobei es keine extremen Wetterbedingungen wie in anderen Teilen Deutschlands gibt. Diese Bedingungen sind ideal für den Anbau von typischen norddeutschen Kulturpflanzen wie Kartoffeln und Getreide sowie für die Viehzucht.
Rohstorf ist verkehrstechnisch gut angebunden. Es liegt in der Nähe wichtiger Verkehrswege, die eine schnelle Verbindung zu größeren Städten wie Lüneburg und weiter zur Metropolregion Hamburg ermöglichen. Die Nähe zur Bahnlinie, die durch den Landkreis Lüneburg führt, unterstützt sowohl den Personen- als auch den Güterverkehr und verbindet Rohstorf mit regionalen und überregionalen Verkehrsnetzen.
Die Lage von Rohstorf innerhalb Deutschlands ist strategisch günstig. Als Teil der Metropolregion Hamburg profitiert der Ort von der dynamischen Wirtschaft dieser Region und der Nähe zu einem der größten Häfen Europas. Diese Nähe fördert die wirtschaftliche Entwicklung und bietet den Bewohnern Zugang zu umfangreichen Dienstleistungen und Arbeitsmöglichkeiten in der Großstadt.
Rohstorf hat heute 59 Häuser. Die Durchnummerierung erfolgte in der Reihenfolge der Hofgröße und später nach der Bebauung der Grundstücke. Das Dorfzentrum ist zum einen das Gebäude Hausnummer 1 mit einer Hinweistafel zur Orientierung und für öffentliche Bekanntmachungen, zum anderen der Teich, auch genutzt als Löschwasserteich, der am Gefallenendenkmal aus einer eigenen Quelle gespeist wird.

## Geschichte

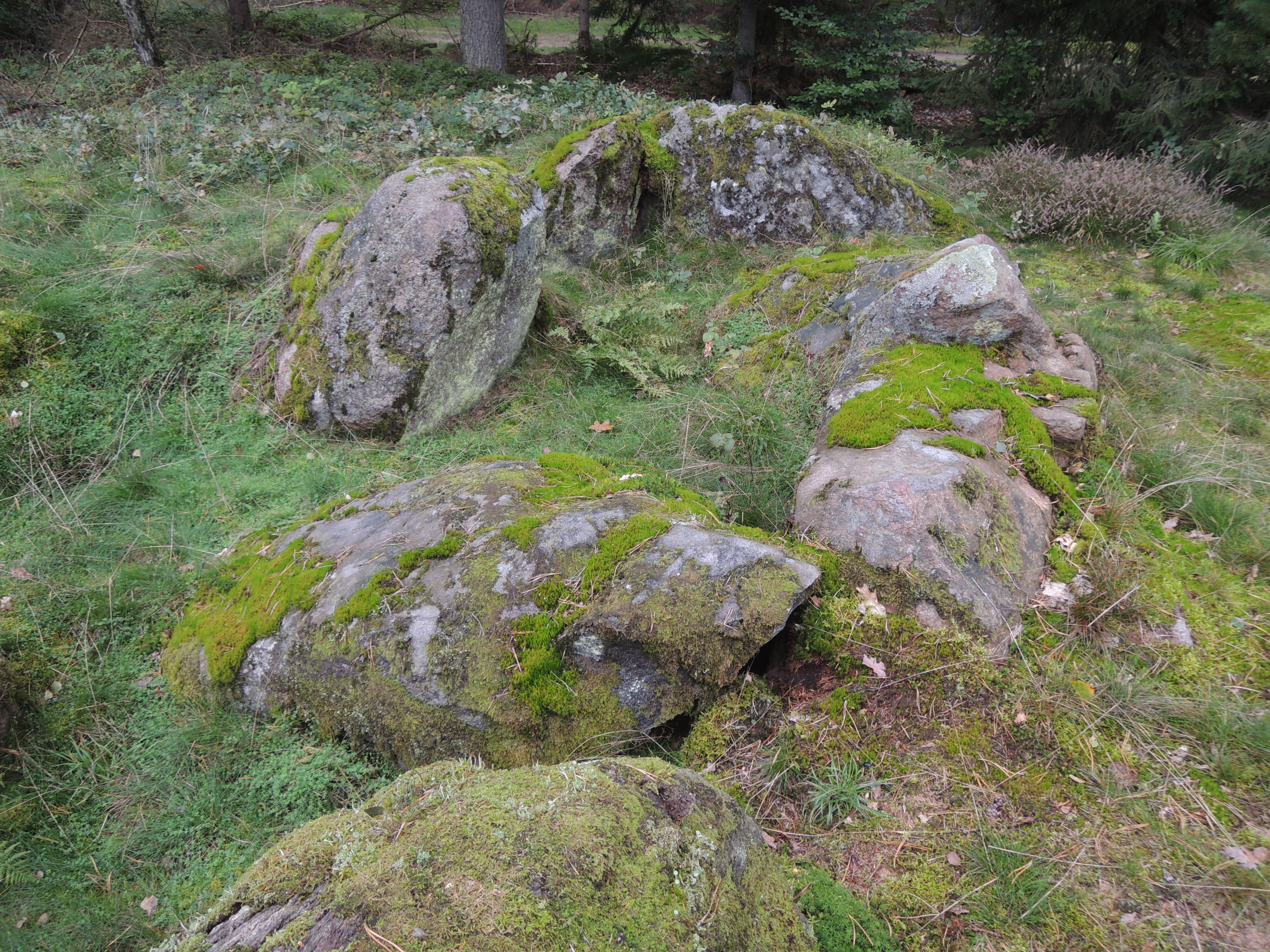
Großsteingrab 3 nahe Rohstorf (Königsgrab)

Die Region um Rohstorf ist für ihre prähistorischen Großsteingräber bekannt, die aus der Jungsteinzeit stammen und der Trichterbecherkultur (TBK) zugeordnet werden. Diese megalithischen Grabanlagen, die zwischen 3500 und 2800 v. Chr. entstanden, sind ein bedeutender Hinweis auf die frühe Besiedlung des Gebiets. Die Großsteingräber von Rohstorf, darunter das bekannte Königsgrab (Grab 3), sind heute wichtige archäologische Stätten, die Aufschluss über die Bestattungsrituale und sozialen Strukturen der damaligen Zeit geben.
Das wüst gewordene Dorf Hoogenrohstorf ist ein Vorläufer des jetzigen Dorfes Rohstorf. Es ist eine Wüstung im Forst Priorsgehege nördlich vom ebenfalls zu Rohstorf gehörenden ehemaligen Dorf Scharnhop. Auf dem Gelände wurde spätslawische Keramik des 11./12. Jahrhunderts gefunden. Erwähnt wird 1266 Rotztorpe und 1296 Rokestorpe. Villa Scharnehop erscheint in den Urkunden 1307. Scharnhop war im 14. Jahrhundert ein Dorf mit sieben Höfen, 1568 ist Scharnhop nur noch ein Meierhof. Rohstorf hatte 1450 drei Hakenhöfe.
Obwohl spezifische mittelalterliche Quellen zu Rohstorf rar sind, lassen sich aus der regionalen Geschichte einige Rückschlüsse ziehen. Die Gegend war Teil des Herzogtums Sachsen-Lauenburg, einer wichtigen territorialen Einheit im Heiligen Römischen Reich. Die mittelalterliche Geschichte der Region ist geprägt durch landwirtschaftliche Nutzung und die Entwicklung kleinerer Herrschaftsstrukturen.
In der Neuzeit erlebte Rohstorf, wie viele ländliche Gebiete in Deutschland, eine langsame Transformation. Die landwirtschaftliche Prägung blieb dominant, doch mit der Industrialisierung im 19. und 20. Jahrhundert kamen auch technologische und soziale Veränderungen in die Region. Die Nähe zu Lüneburg, einer historisch bedeutenden Salzstadt, beeinflusste ebenfalls die wirtschaftliche Entwicklung in Rohstorf.
Im 19. Jahrhundert wurde die Försterei Priorsgehege errichtet, die heute als Denkmal geschützt ist. Dieses Gebäude spiegelt die Bedeutung der Forstwirtschaft in der Region wider und steht für die Nutzung natürlicher Ressourcen, die für die lokale Wirtschaft wichtig war. Im 20. Jahrhundert wurde die Infrastruktur verbessert, und Rohstorf erlebte wie viele andere Orte in Deutschland die Auswirkungen der Weltkriege und der Nachkriegszeit.
Kirchlich gehörte Rohstorf immer zum Kirchspiel Reinstorf. Die nicht mehr existierende Schule in Rohstorf wurde 1905 gegründet. Am 1. März 1974 wurde Rohstorf in die Gemeinde Vastorf eingegliedert.

## Bevölkerung und Infrastruktur
Die Bevölkerungsentwicklung in Rohstorf ist Teil der größeren demografischen Trends im Landkreis Lüneburg. Ein Demografiegutachten für den Landkreis Lüneburg zeigt, dass die Region insgesamt eine dynamische Bevölkerungsentwicklung erlebt hat, wobei die Bevölkerungszahlen in einigen Gemeinden zwischen 2011 und 2017 gestiegen sind. Rohstorf erlebte ähnliche Trends, insbesondere im Hinblick auf die altersstrukturelle Entwicklung und die Wanderungssalden.
Die infrastrukturelle Entwicklung in Rohstorf ist eng mit den Initiativen zur sozialen Dorfentwicklung verbunden, die von der Gemeinde Vastorf und den umliegenden Dörfern verfolgt werden. Ein zentraler Aspekt dieser Entwicklung ist die Förderung des sozialen Miteinanders, der nachhaltigen Siedlungsentwicklung, der Daseinsvorsorge sowie der Verbesserung der Infrastruktur und Wirtschaft.
Rohstorf profitiert von einer guten Verkehrsanbindung, die durch die Nähe zur Bundesstraße 216 und die Anbindung an eine regionale Buslinie gekennzeichnet ist. Die KVG Stade bietet Fahrpläne, die Rohstorf mit umliegenden Gemeinden und größeren Städten wie Lüneburg verbinden, was die Mobilität der Einwohner unterstützt.
Ein wesentlicher Schritt zur Verbesserung der Lebensqualität in Rohstorf und der umliegenden Dorfregion war die Erstellung eines Dorfentwicklungsplans. Dieser Plan wurde unter breiter Bürgerbeteiligung erarbeitet und umfasst acht Projektsteckbriefe mit konkreten Maßnahmen zu den Schwerpunktthemen soziales Miteinander, Infrastruktur, Wirtschaft und mehr. Die ZILE-Richtlinie bietet zudem Fördermöglichkeiten für private und öffentliche Bauvorhaben, die zur Verbesserung der dörflichen Infrastruktur beitragen.

## Kultur
Die Großsteingräber von Rohstorf sind eine Gruppe von fünf megalithischen Grabanlagen, die der jungsteinzeitlichen Trichterbecherkultur (TBK) zugeordnet werden. Diese Gräber wurden zwischen 3500 und 2800 v. Chr. errichtet und sind somit Zeugen der prähistorischen Besiedlung der Region. Die Gräber befinden sich in einem Waldstück südlich von Rohstorf und sind über einen Waldweg zugänglich. Die bekanntesten dieser Gräber sind das besonders gut erhaltene Großsteingrab Rohstorf 1, das Aufschluss über die Bestattungspraktiken der damaligen Zeit gibt. Das Großsteingrab Rohstorf 3 ist ebenfalls von historischer Bedeutung, obwohl es stärker zerstört ist als Grab 1. Es enthält Reste einer Steinkammer, die in einem ovalen Rollsteinhügel liegt. Diese Großsteingräber sind nicht nur archäologisch bedeutsam, sondern auch kulturell, da sie Einblicke in die sozialen Strukturen und religiösen Praktiken der jungsteinzeitlichen Gesellschaften bieten.
Die Försterei Priorsgehege ist ein weiteres bedeutendes historisches Gebäude in Rohstorf. Erbaut in der ersten Hälfte des 19. Jahrhunderts, diente es ursprünglich als Verwaltungssitz für die umliegenden Forstgebiete. Das Gebäude ist ein typisches Beispiel für die ländliche Architektur dieser Zeit und steht heute unter Denkmalschutz. Es ist ein traufständiger, eingeschossiger Vierständerbau aus Fachwerk mit Backsteinausfachung und unter einem Halbwalmdach. Die Försterei ist nicht nur wegen ihrer Architektur von Bedeutung, sondern auch wegen ihrer Rolle in der Geschichte der Forstwirtschaft und der regionalen Entwicklung.

## Proteste gegen Castor-Transporte
Im spezifischen Fall von Rohstorf wird auf eine Personengruppe dortiger Herkunft verwiesen, die am Vormittag des 11. November 2003 in Gewahrsam genommen wurde. Dies fand im Kontext der Protestaktionen gegen die Castor-Transporte nach Gorleben statt, die durch die Beteiligung von Atomkraftgegnern aus verschiedenen Teilen Deutschlands, einschließlich Rohstorf, gekennzeichnet waren. Die Proteste gegen die Castor-Transporte waren vielfältig und umfassten unter anderem Sitzblockaden, das Umringen von Polizeifahrzeugen und das Beschädigen von Dienstfahrzeugen. In Rohstorf hat man sich an die südlich vorbeiführende eingleisige Bahntrasse gekettet.
Die Castor-Transporte nach Gorleben und die damit verbundenen Proteste waren Teil einer größeren politischen und gesellschaftlichen Debatte über die Nutzung der Kernenergie und die Entsorgung radioaktiver Abfälle in Deutschland. Gorleben wurde zum Symbol des Widerstands gegen die Atomkraft und zog Aktivisten aus dem ganzen Land an, die sich gegen die Atompolitik der Bundesregierung und die Risiken der Kernenergie aussprachen.